# 1867년 영국령 북아메리카 법

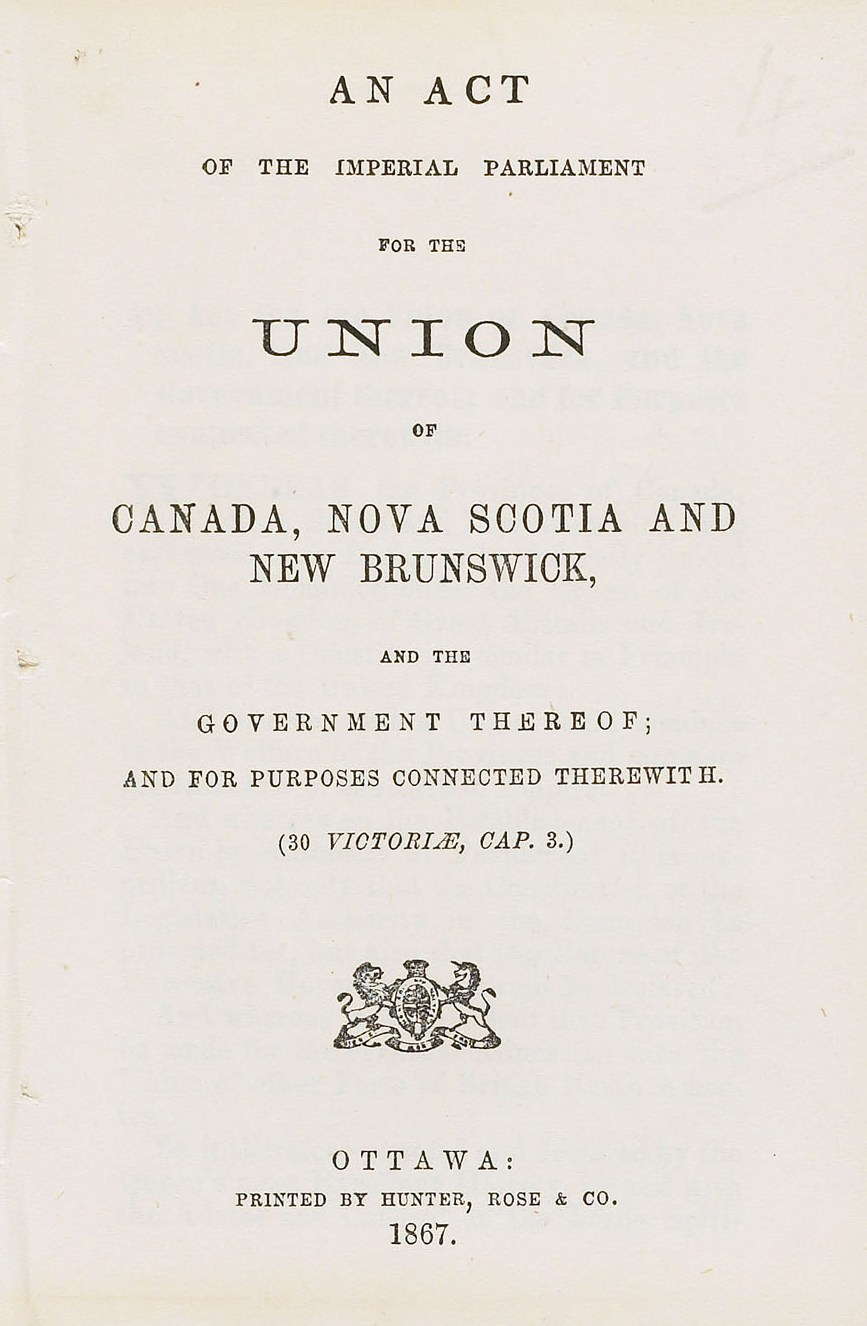

영국령 북아메리카 법(영어: British North America Acts)은 1867년 7월 1일 37명의 제헌위원회가 기초하고 서명함으로써 성립된 영국과 영국령 북아메리카 (캐나다)의 법이다. 캐나다 최초의 헌법으로 인정되고 있는 이 법안의 성립을 시작으로 캐나다가 건국되었다고 보는 견해가 우세하다. 당시 이 조약에 참여했던 지역은 동부 4개주(노바스코샤주, 뉴브런즈윅주, 퀘벡주, 온타리오주)였고 브리티시컬럼비아주(1871년 참여)를 비롯하여 서부와 북부에 있는 6개주가 점차적으로 참여하여 오늘의 캐나다 연방을 구성하게 된다. 영국령 북아메리카 법은 캐나다 헌법의 핵심을 이룬다. 영국과 캐나다 의회 양측에서 인준된 해당 법령 중 일부는 1982년 개정되었으며 존속되는 나머지 조항들과 함께 캐나다 헌법(영어: Constitution Act)으로 그 명칭을 바꾸었다. 7월 1일은 현재 캐나다의 건국일로 법정공휴일이다.

## 참고 문헌
- Essential Readings in Canadian Constitutional Politics, University of Toronto Press, 2011, Christian Leuprecht (Editor), Peter H. Russell (Editor)